# Cordia americana
Cordia americana är en strävbladig växtart som först beskrevs av Carl von Linné, och fick sitt nu gällande namn av Gottschling och J.S.Mill.. Cordia americana ingår i släktet Cordia, och familjen strävbladiga växter. Inga underarter finns listade i Catalogue of Life.